# Westlandgrachtschutsluis
De Westlandgrachtschutsluis (sluisnummer 118), ook wel Westlandgrachtsluis (beter zou zijn: Slotervaartsluis), is een schutsluis in Overtoomse Veld in Amsterdam Nieuw-West.
De sluis ligt tussen de Westlandgracht en de Slotervaart. De sluis is ter overbrugging van het verschil in waterpeil ten oosten (stadsboezempeil in de Westlandgracht) en ten westen (polderpeil in de Slotervaart) van 1,70 meter.
De sluis en de Karl Popperbrug, direct naast de sluis, werden in 1959 ontworpen door de  Dienst der Publieke Werken, in 1962/'63 gebouwd en in juli 1963 opgeleverd. Aan de zijde van de Slotervaart staan sluiswachterhuisjes, tevens het Gemaal Delflandlaan.
De sluis werd al twintig jaren niet meer geschut (geopend voor schepen). Vanaf 2017 waren er plannen bij Waternet om de sluis, met afstandbediening, weer operationeel te maken. Daardoor kan ze onderdeel worden van de vaarroute van de binnenstad naar de Sloterplas. Na enkele jaren uitstel is de sluis na renovatie per 2 april 2021 weer opengesteld voor het scheepvaartverkeer. Voorlopig wordt de sluis nog met de hand bediend op vrijdag t/m zondag in het zomerseizoen. Bediening op afstand komt er in juni of juli 2024.
Kunstenaar Gérard Leonard van den Eerenbeemt haalde inspiratie uit de sluis voor zijn kunstwerk Golf met drukveer uit 1979, geplaatst naast de sluis.

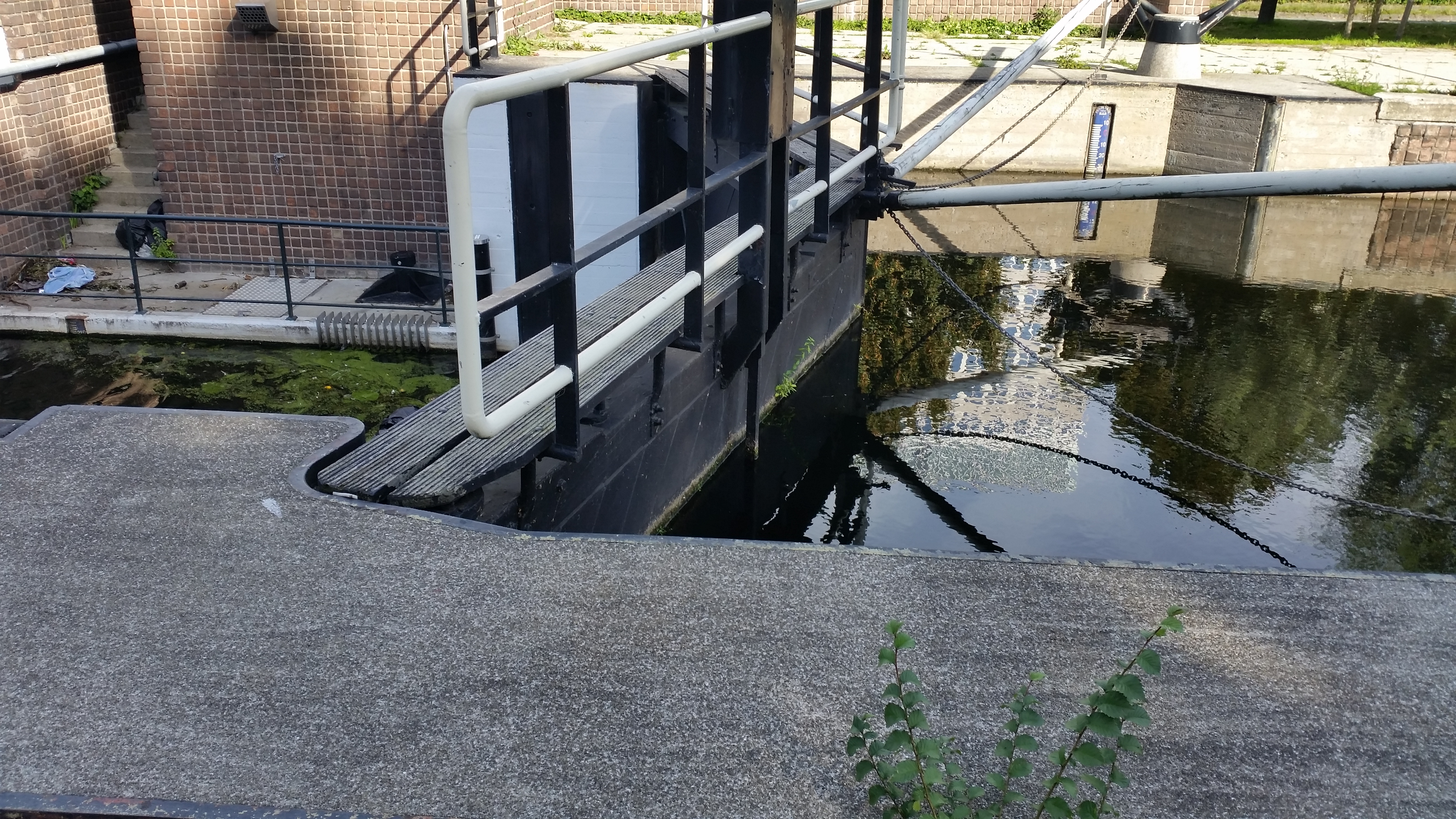
Verschil in waterpeil aan de zijde van de Slotervaart (september 2019)

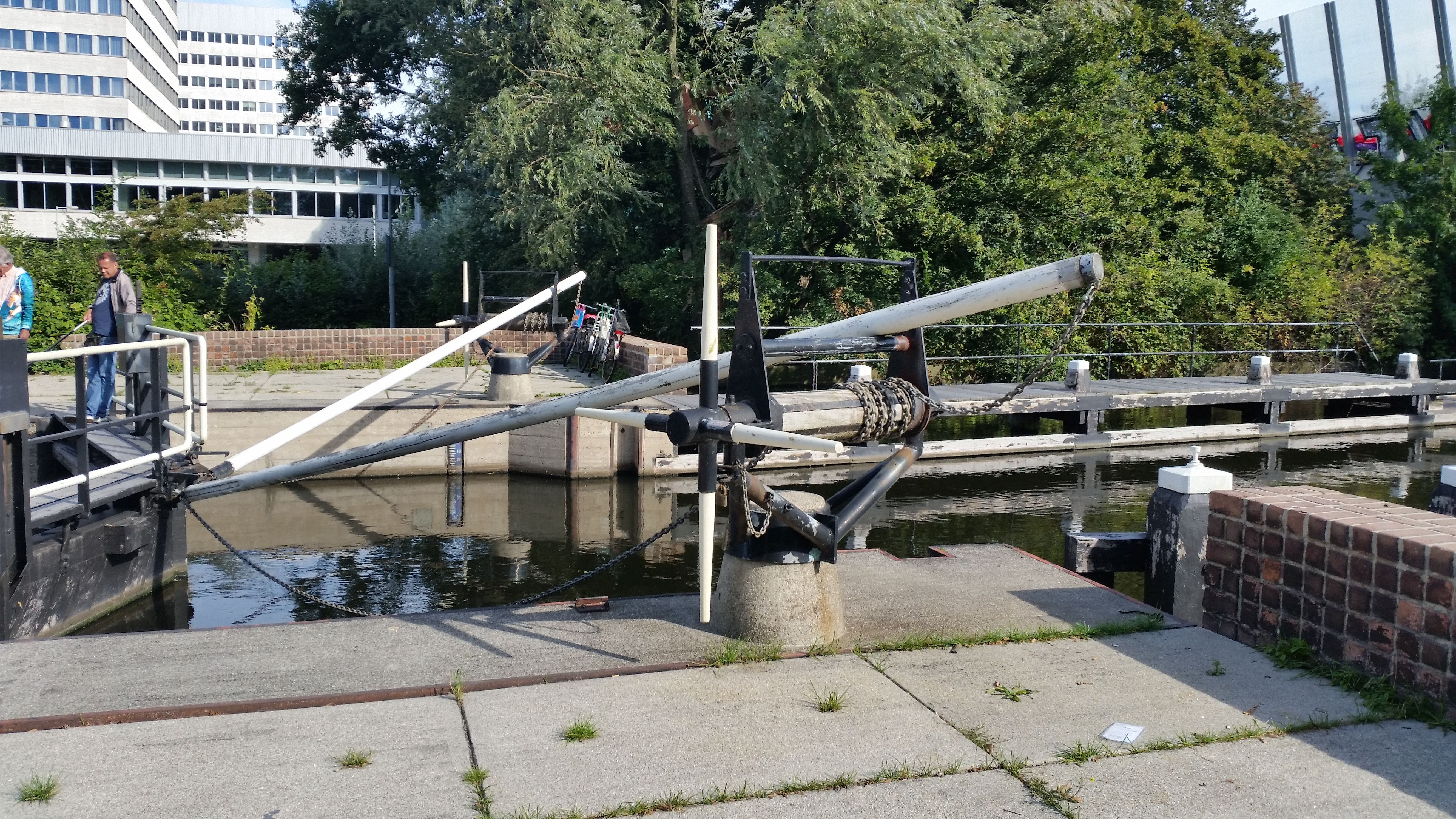
Sluisingang Westlandgracht (september 2019)